# Pływanie na Mistrzostwach Świata w Pływaniu 2017 – 4 × 100 m stylem dowolnym mężczyzn
Sztafeta 4 × 100 m stylem dowolnym mężczyzn – jedna z konkurencji, które odbyła się podczas Mistrzostw Świata w Pływaniu 2017. Eliminacje i finał miały miejsce 23 lipca.
Po ośmiu latach tytuł mistrzów świata zdobyli Amerykanie, wygrywając w czasie 3:10,06. Srebrny medal wywalczyli Brazylijczycy, ustanowiwszy nowy rekord Ameryki Południowej (3:10,34). Brąz przypadł reprezentantom gospodarzy, którzy pobili rekord Węgier (3:11,99).

## Rekordy
Przed zawodami rekordy świata i mistrzostw wyglądały następująco:
| Rekord                              | Reprezentacja     | Czas    | Miejsce        | Data             |       |
| ----------------------------------- | ----------------- | ------- | -------------- | ---------------- | ----- |
| Rekord świata                       | Stany Zjednoczone | 3:08,24 | Pekin          | 11 sierpnia 2008 |       |
| Rekord mistrzostw świata            | Stany Zjednoczone | 3:09,21 | Rzym           | 26 lipca 2009    |       |
| Rekord świata juniorów              | Australia         | 3:16,96 | Dubaj          | 26 sierpnia 2013 | [ 2 ] |
| Najlepszy wynik w stroju tekstylnym | Stany Zjednoczone | 3:09,92 | Rio de Janeiro | 8 sierpnia 2016  | [ 3 ] |

## Wyniki

### Eliminacje
Eliminacje rozpoczęły się o 11:50.
| Miejsce | Wyścig | Tor | Państwo           | Zawodnik | Czas    | Uwagi |
| ------- | ------ | --- | ----------------- | --- | ------- | ----- |
| 1.      | 1      | 5   | Brazylia          | Gabriel Santos (48,84) Marcelo Chierighini (47,75) César Cielo (48,15) Bruno Fratus (47,60)                 | 3:12,34 | Q     |
| 2.      | 1      | 4   | Australia         | Cameron McEvoy (48,04) Zac Incerti (48,62) Alexander Graham (48,28) Jack Cartwright (47,51)                 | 3:12,45 | Q     |
| 3.      | 2      | 4   | Stany Zjednoczone | Blake Pieroni (48,40) Michael Chadwick (48,74) Zach Apple (48,16) Townley Haas (47,60)                      | 3:12,90 | Q     |
| 4.      | 2      | 6   | Włochy            | Luca Dotto (49,05) Ivano Vendrame (47,85) Alessandro Miressi (47,94) Filippo Magnini (48,42)                | 3:13,26 | Q     |
| 5.      | 2      | 2   | Węgry             | Dominik Kozma (48,61) Nándor Németh (48,52) Péter Holoda (48,08) Richárd Bohus (48,07)                      | 3:13,28 | Q     |
| 6.      | 2      | 5   | Rosja             | Aleksandr Popkow (49,05) Nikita Korolew (48,43) Nikita Łobincew (47,96) Władimir Morozow (48,40)            | 3:13,84 | Q     |
| 7.      | 1      | 3   | Japonia           | Katsumi Nakamura (48,71) Shinri Shioura (48,40) Katsuhiro Matsumoto (48,48) Junya Koga (49,23)              | 3:14,82 | Q     |
| 8.      | 2      | 3   | Kanada            | Yuri Kisil (48,88) Markus Thormeyer (48,50) Javier Acevedo (48,43) Carson Olafson (49,07)                   | 3:14,88 | Q     |
| 9.      | 2      | 0   | Serbia            | Velimir Stjepanović (48,77) Sebastian Sabo (48,60) Ivan Lenđer (48,87) Andrej Barna (49,40)                 | 3:15,64 |       |
| 10.     | 1      | 9   | Holandia          | Kyle Stolk (49,40) Stan Pijnenburg (48,91) Ben Schwietert (48,97) Jesse Puts (48,81)                        | 3:16,09 |       |
| 11.     | 1      | 6   | Grecja            | Apostolos Christou (49,36) Odyssefs Meladinis (49,65) Christos Katrantzis (50,04) Kristian Gołomeew (47,87) | 3:16,92 |       |
| 12.     | 2      | 7   | Południowa Afryka | Douglas Erasmus (49,99) Clayton Jimmie (49,64) Myles Brown (48,71) Zane Waddell (49,07)                     | 3:17,41 |       |
| 13.     | 1      | 8   | Chiny             | Lin Yongqing (49,57) Yu Hexin (48,97) Cao Jiwen (49,53) Ma Tianchi (49,62)                                  | 3:17,69 |       |
| 14.     | 1      | 0   | Nowa Zelandia     | Matthew Stanley (49,58) Sam Perry (49,35) Corey Main (49,22) Daniel Hunter (49,59)                          | 3:17,74 |       |
| 15.     | 1      | 7   | Egipt             | Ali Khalafalla (49,80) Mohamed Samy (48,89) Youssef Abdalla (50,27) Mohamed Khaled (49,27)                  | 3:18,23 |       |
| 16.     | 1      | 2   | Białoruś          | Artiom Maczekin (49,43) Wiktar Krasoczka (49,22) Wiktar Stasiełowicz (50,55) Anton Łatkin (50,42)           | 3:19,62 |       |
| 17.     | 2      | 9   | Izrael            | Liran Konovalov (50,48) Jakow Tumarkin (50,00) Denis Loktev (50,39) Tomer Frankel (50,36)                   | 3:21,23 |       |
| 18.     | 2      | 8   | Łotwa             | Uvis Kalniņš (50,15) Daniils Bobrovs (52,36) Nikolajs Maskaļenko (51,32) Girts Feldbergs (50,57)            | 3:24,40 |       |
| 19.     | 2      | 1   | Uzbekistan        | Aleksiej Tarasenko (51,45) Artiom Kozljuk (50,96) Daniił Bukin (52,74) Khurshidjon Tursunow (49,95)         | 3:25,10 |       |
| 20.     | 1      | 1   | Paragwaj          | Charles Hockin (50,99) Willian Vallejos (52,78) Matias Lopez (52,06) Benjamin Hockin (50,15)                | 3:25,98 |       |

### Finał
Finał odbył się o 18:52.
| Miejsce | Tor | Państwo           | Zawodnik                                                                                       | Czas      | Uwagi |
| ------- | --- | ----------------- | ---------------------------------------------------------------------------------------------- | --------- | ----- |
| 1. !    | 3   | Stany Zjednoczone | Caeleb Dressel (47,26) · Townley Haas (47,46) · Blake Pieroni (48,09) · Nathan Adrian (47,25)  | 3:10,06   |       |
| 2. !    | 4   | Brazylia          | Gabriel Santos (48,30) Marcelo Chierighini (46,85) César Cielo (48,01) Bruno Fratus (47,18)    | 3:10,34   | SA    |
| 3. !    | 2   | Węgry             | Dominik Kozma (48,26) · Nándor Németh (48,04) · Péter Holoda (48,48) · Richárd Bohus (47,21)   | 3:11,99   | NR    |
| 4.      | 7   | Rosja             | Daniła Izotow (48,98) Władimir Morozow (47,52) Nikita Łobincew (48,09) Nikita Korolew (47,99)  | 3:12,58   |       |
| 5.      | 1   | Japonia           | Katsumi Nakamura (48,60) Shinri Shioura (48,11) Katsuhiro Matsumoto (48,31) Junya Koga (48,63) | 3:13,65   | NR    |
| 6.      | 8   | Kanada            | Yuri Kisil (48,66) Markus Thormeyer (48,51) Javier Acevedo (49,03) Carson Olafson (49,05)      | 3:15,25   |       |
| 8. !    | 5   | Australia         | Jack Cartwright (48,34) Zac Incerti (48,28) Cameron McEvoy (48,04) Alexander Graham            | 9:99,99 ! | DSQ   |
| 8. !    | 6   | Włochy            | Luca Dotto (48,64) Ivano Vendrame Alessandro Miressi Filippo Magnini                           | 9:99,99 ! | DSQ   |